# 中国工农红军陕甘支队
中国工农红军陕甘支队，是中国共产党中央带领中国工农红军第一方面军二万五千里长征走出草地之后，1935年9月12日，在川甘边界的俄界（今甘肃省迭部县达拉乡高吉村）召开政治局会议，决定将军委纵队和红一方面军主力共七千多人改编为中国工农红军陕甘支队。此时尚不知道陕北有红军与苏维埃根据地，起名陕甘支队是因为要打到甘东北或陕北经过游击战争靠近中苏边界。9月17日凌晨强攻夺取天险腊子口。9月18日至22日在陇南西固县(今宕昌县)的哈达铺正式实施改编为中国工农红军陕甘支队，1.4万人或7000多人，继续北上。1935年10月19日行军至陕北保安县吴起镇，与当地苏维埃政府会师。1935年11月与红二十五军、红二十六军、红二十七军会师改编为红一方面军。

## 编制序列
- 司令员彭德怀
- 政委毛泽东（兼）
- 副司令员林彪
- 参谋长 叶剑英
- 副参谋长张云逸
- 政治部主任 王稼祥（重病休养）
  - 政治部副主任杨尚昆
    - 宣传部部长 邓小平
    - 组织部部长 谭政
    - 白区工作部部长 贾拓夫
- 政治保卫局局长 罗瑞卿
- 第一纵队
  - 司令员林彪（兼）
  - 政委聂荣臻
  - 参谋长左权
  - 政治部主任朱瑞
  - 政治部副主任罗荣桓
  - 政治保卫分局局长 袁国平 副局长周兴
  - 供给部部长赵尔陆
  - 卫生部长姜齐贤
  - 纵队直属队总支书记黎同新
  - 第一大队 大队长 杨得志 政委肖华、冯文彬 副大队长陈正湘 总支书记 周冠南
    - 第二连连长 孙继先

  - 第二大队大队长龙振文（1935年9月牺牲）、大队长李英华[3]、大队长梁兴初 政委 黄 、邓华 总支书记吴文玉（即吴法宪）
  - 第三大队大队长黄永胜、政委林龙发、参谋长彭明治、总支书记易秀湘  供给部长徐林
  - 第四大队大队长黄开湘 政委杨成武 副大队长张仁初 总支书记 罗华生 政治处主任 谭冠三
  - 第五大队大队长 张振山  政委 赖传珠 黄苏   参谋长 王秉璋
  - 第十三大队  大队长 陈赓 政委 张爱萍 邓富连（即邓飞）
- 第二纵队
  - 司令员彭雪枫
  - 政委李富春
  - 副司令员 刘亚楼
  - 参谋长肖劲光
  - 政治部主任 罗瑞卿（兼）
  - 秘书长 李鸣铁（1935年10月牺牲）
  - 政治保卫分局局长张纯清
  - 供给部部长 周玉成
  - 卫生部部长 饶正锡 政治委员 李志民 副部长曾育生
  - 纵队直属队 总支书记甘渭汉
  - 第十大队 大队长 黄珍（1935年10月牺牲）李天佑 政委 杨勇
  - 第十一大队 大队长 邓国清 政委 王明（即王平） 总支书记郭林祥
  - 第十二大队　大队长 姚喆 谢嵩（文年生） 政委 苏振华 参谋长 何德全政治部主任谭甫仁
- 第三纵队（中共中央机关、中央军委纵队、国家政治保卫局、总政治部、干部团、红军总直属队等）
  - 司令员叶剑英（兼）
  - 政委邓发
  - 参谋长 张经武
  - 政治部主任蔡树藩
  - 政治保卫分局局长 许建国
  - 纵队直属队总支书记李涛
  - 秘书长肖向荣
  - 随营学校（干部团）：团长周昆 政委宋任穷 政治处主任 莫文骅

## 作战经过
1935年9月底，从陇南哈达铺出发，四大队占领陇西县城。主力穿越岷县、漳县，在武山鸳鸯镇突破东北军第113师、第114师、第118师的渭水封锁线，于26日经陇西县四十里铺，到达通渭县榜罗镇。1935年9月27日中央领导人进入榜罗镇小学详细阅读报纸杂志了解局势，当晚在原榜罗小学校长室召开了中共中央政治局常委会议，史称“榜罗镇会议”，会议正式决定改变俄界会议的到邻近苏联边界的地方建立根据地的战略方针，把红军长征的落脚点放到陕北与当地红军会师。1935年9月28日，一大队急袭通渭县城，消灭鲁大昌部保安团三百余人，29日主力进入通渭县城补给休息，30日在县城南门外的河滩上举行陕甘支队红军文艺联欢晚会和大会餐。10月2日离开通渭县城继续北上。
1935年10月5日，张国焘在卓木碉另立中共中央，并电称：“此间用中央、中共中央、中央政府、中央军委、总司令部等名义对外发表文件并和你们发生关系；你们应称北方局、陕甘政府和北路军，不得再冒用党中央名义；一、四方面军名义应取消”。
10月7日在固原县青石嘴毛泽东亲自下令四大队突袭正在埋锅造饭的东北军骑兵第13团2个连，缴获战马100余匹，弹药物资10余辆马车，战后用缴获装备并成立了第一纵队骑兵侦察连，连长梁兴初，副连长刘云彪。10月8日白羊城遭遇战，前卫四大队歼灭邓宝珊甘军1个团，击溃1个团。在静宁县界石堡消灭东北军3个骑兵连。
1935年10月19日下午四时，中共中央与陕甘支队支队部进抵陕北保安县吴起镇（当时仅11户人家；附近十里八里一个村庄，每村只住三五户人家）设有陕甘边赤安县六区一乡苏维埃政府，干部团仍然在抗击尾追的东北军白凤翔部骑兵。乡党支部书记刘景瑞、乡苏维埃主席刘景权召开赤卫军干部会议，通知动员六区群众欢迎中央红军，收购数万斤粮食支援中央红军。1934年10月21日，毛泽东亲自指挥了吴旗镇以西的中央红军二万五千里长征的最后一战“切尾巴战斗”，击破了尾随中央红军自陇东窜犯的何柱国东北军骑兵军白凤翔的骑兵第6师3个骑兵团、副师长张诚德率领的东北军骑兵第3师两个骑兵团、宁夏军阀马鸿宾第35师的马培清骑兵团，共毙伤400余人，俘虏1000余人，缴获白凤翔部所有重武器及战马驮马近2000余匹，中央红军牺牲第二大队大队长李英华以下200余人。陕甘红军保安县独立营、赤安县游击支队、安边县游击支队配合带路。
至此结束了中央红军二万五千里长征，中央红军有了落脚点，把大量体力不支无法随队的伤病员交给了保安县、定边县苏维埃政权下的群众家里休养。
陕甘支队主力于10月底南下。1935年11月3日，中共中央在陕北甘泉县下寺湾召开了政治局会议，决定：“对外使用中共西北中央局和中华苏维埃共和国中央政府西北办事处的名义；成立西北革命军事委员会。” 主席毛泽东，副主席周恩来、彭德怀，参谋长叶剑英、副参谋长张云逸；恢复红一方面军建制，司令员彭德怀，政委毛泽东。11月6日在甘泉县南边的象鼻子湾、道佐铺与徐海东、郑位三的红二十五军、刘志丹的红二十七军会师。会师后，各部改编为红一方面军，方面军司令员彭德怀，政委毛泽东，1万余人。